# Lawnmower Man 2: Beyond Cyberspace
Lawnmower Man 2: Beyond Cyberspace (El cortador de césped 2 – más allá del ciberespacio en España o El jardinero asesino inocente 2: La venganza en México) es una película de ciencia ficción de Farhad Mann del año 1996 con Matt Frewer en el papel principal. Es la secuela de la película El cortador de césped.

## Argumento
El científico Dr. Benjamín Trace patenta un chip informático, Quirón Chip, pero pierde la subsiguiente batalla legal sobre sus derechos.
Mientras, Jobe Smith es resucitado por el empresario Jonathan Walker, pero no puede caminar. Una vez resucitado Walker le obliga a hacer un mejor chip para así poder conectar con todos los ordenadores del mundo. De esta manera Walker quiere controlar las computadoras del mundo y así el mundo entero. Sin embargo, Smith desarrolla sus propios planes para conseguir su propio dominio del mundo.
Algunos niños interesados en computadoras y científicos tratan de frustrar los planes de Walker y Smith. Trace se une al grupo y juntos derrotan a los villanos.

## Reparto
- Patrick Bergin - Dr. Benjamin Trace
- Matt Frewer - Jobe Smith
- Kevin Conway - Jonathan Walker
- Austin O'Brien - Peter Parkette
- Ely Pouget - Dr. Cori Platt
- Camille Cooper - Jennifer
- Patrick LaBrecque - Shawn
- Crystal Celeste Grant - Jade
- Sean Parhm - Travis
- Mathew Valencia - Chico sin hogar

## Recepción
La película se estrenó en Estados Unidos el 12 de enero de 1996 y en España el 9 de agosto de 1996. Después de que El cortador de césped tuviese un gran éxito de taquilla en todo el mundo, su secuela iba a ser inevitable, la cual llegó cuatro años después. Sin embargo no aparecieron ninguno de los actores de la primera entrega y, aunque los efectos visuales eran mejores, fracasó tanto ante la crítica como en la taquilla.

## Premios
- Premio Internacional de Film Fantástico (1996): Una Nominación